# Tom Prichard
Tom Prichard (nascido a 18 de agosto de 1959 em Pasadena, Texas) é um wrestler profissional norte-americano. Ele é irmão de Bruce "Brother Love" Prichard e Ken Prichard.